# Бокотей, Андрей Андреевич
Андрей Андреевич Бокотей (укр. Андрі́й Андрі́йович Бокоте́й; 21 марта 1938, с. Брод, Чехословакия) — ректор Львовской национальной академии искусств, профессор (1996). Народный художник Украины (2007). Заслуженный деятель искусств Украинской ССР (1989). Лауреат Национальной премии Украины имени Тараса Шевченко (2002). Действительный член (академик) Национальной академии искусств Украины (2000).

## Биография
В 1960 г. поступил во Львовский государственный институт декоративно-прикладного искусства. Одновременно с учёбой посещал домашнюю художественную школу — «академию Карла Звиринского». После окончания в 1965 г. был оставлен в институте преподавателем на кафедре художественной керамики, где работал до 1972 г.
Член Национального союза художников Украины с 1970 г.
С 1972 по 1988 г. — на творческой работе. В 1989 г. был награждён серебряной медалью Академии художеств СССР.
В 1991—1992 г. — председатель Львовского отделения Национального союза художников Украины.
С 1992 по 2000 г. работал заведующим кафедрой художественного стекла, затем проректором Львовского государственного института прикладного и декоративного искусства (ныне Львовская национальная академия искусств).
С 2000 г. профессор А. А. Бокотей — ректор Львовской академии искусств.
С 2005 г. — член Комитета по Национальной премии Украины им. Тараса Шевченко. Академик-секретарь Отделения синтеза пластических искусств Национальной академии искусств Украины.

## Творчество
Художник декоративно-прикладного искусства А. А. Бокотей, главным образом, работает с художественным стеклом.

## Основные работы
- Декоративная композиция «Метаморфози» (9 предметов, 1975),
- «Чумацкий шлях» (3 предмета, 1978),
- «Парабола» (1978),
- «Вселенная» (5 предметов, 1978—1980),
- «Лики» (3 предмета, 1979-81),
- «Карпатские мадонны» (3 предмета, 1981),
- «Рождение матери» (5 предметов, 1981),
- «Казак Мамай» (1983),
- композиция с фигурой и колесом (1999),
- серии «Фантазия» (1999),
- «Пейзажные композиции» (2000),
- композиции «Женская фигура» (2001),
- «Фигура на тележке» (2001),
- «Всадник на окне» (2002),
- пространственная пластика из серии «Игрушки для взрослых» (2002), серии «Пейзажи» (2002), «Сотворение мира» (2002),
- объёмно-пространственная композиция «Моисей» (2003),
- композиции «Стадо», «Стадо II», «Стадо III» (2006).

Участник многих выставок, среди которых десять персональных, которые экспонировались в России, на Украине, в Франции, Бельгии, Голландии, Польше.
Инициатор проведения во Львове с 1989 года международных симпозиумов стекла.
Автор идеи создания во Львове музея стекла.
Автор методического пособия «Нові методи декорування художніх виробів зі скла гутним способом» (1995), методических разработок «Художнє скло та технологія його виробництва» (1995), «Фізико-хімічні та механічні властивості скла» (1995, в соавт.), многочисленных статей.

## Награды и премии
- Заслуженный деятель искусств Украинской ССР (1989)
- Серебряная медаль Академии художеств СССР (1989)
- Отличник образования Украины (1998)
- Лауреат Национальной премии Украины имени Тараса Шевченко (2002)[3]
- Народный художник Украины (2007)
- Кавалер ордена Заслуг перед Республикой Польша (2009)[4]
- Кавалер ордена князя Ярослава Мудрого V степени (2013)[5]
- Кавалер ордена князя Ярослава Мудрого IV степени (2016)[6]